# Ana María Martínez Martínez
Ana María Martínez Martínez   (Rubí, 31 d'agost de 1972) és una treballadora social, antropòloga i política catalana, que exerceix d'alcaldessa de Rubí des del maig del 2015.

## Biografia
Va entrar com a regidora de l'ajuntament de Rubí al juny de 2003 amb l'alcaldessa Carme Garcia. De 2003 a 2015 va ser tinenta d’alcalde i regidora de l’Àrea de Cohesió Social i Serveis a les Persones, de Política Social, Ciutadania i Civisme i de Salut, i va deixar la seva feina de treballadora social a Ajuntament de Sant Boi de Llobregat on estava treballant de del 1996.
El 13 de juny de 2015 va ser escollida com a alcaldessa per primer cop i el 15 de junio de 2019 va repetir en el càrrec.
En les passades eleccions va revalidar el seu càrrec el 28 de maig de 2023.
És militant del Partit dels Socialistes de Catalunya des de l’any 2000 amb càrrecs en les diferents executives locals i comarcals. Actualment és la primera secretària del PSC Rubí i la primera secretària de la Federació PSC Vallès Oest.
La seva figura va donar-se a conèixer a nivell nacional per un episodi controvertit que va tenir lloc durant els mesos previs a les eleccions municipals del 2019. Davant la notícia anunciada conjuntament per la DGAIA i la Generalitat de Catalunya d'explorar la possibilitat de situar un centre d'acollida per a menors estrangers al municipi, Martínez va oposar-s'hi frontalment i va fer servir l'ocasió per fer precampanya electoral, alhora que assegurava que Rubí "no acolliria" menors estrangers en situació de vulnerabilitat. La DGAIA va assegurar que s'hi oposava per "desconeixement", mentre que altres forces polítiques, com ERC i la CUP van titllar-la directament de "racista".